# Elbląg-Ostróda-kanaal
Het Elbląg-Ostróda-kanaal (Kanał Elbląski) is een kanaal van 48 km (195 km inclusief de meren die worden aangedaan) in Polen tussen Elbląg en Ostróda. Het is een technologisch monument, geopend in 1860, toen het op Duits grondgebied lag en Oberländischer Kanal heette.
Een systeem van vijf hellende vlakken, waarbij boten over rails worden verplaatst, zorgt voor de overbrugging van het hoogteverschil van 100 meter.
Het kanaal is het werk van de Duitse ingenieur Georg Steenke voor wie bij een van de hellende vlakken een gedenksteen is geplaatst. De steen heeft behalve in het Pools en het Duits ook een opschrift in het Nederlands.
Het kanaal wordt thans voor toeristische doeleinden bevaren.

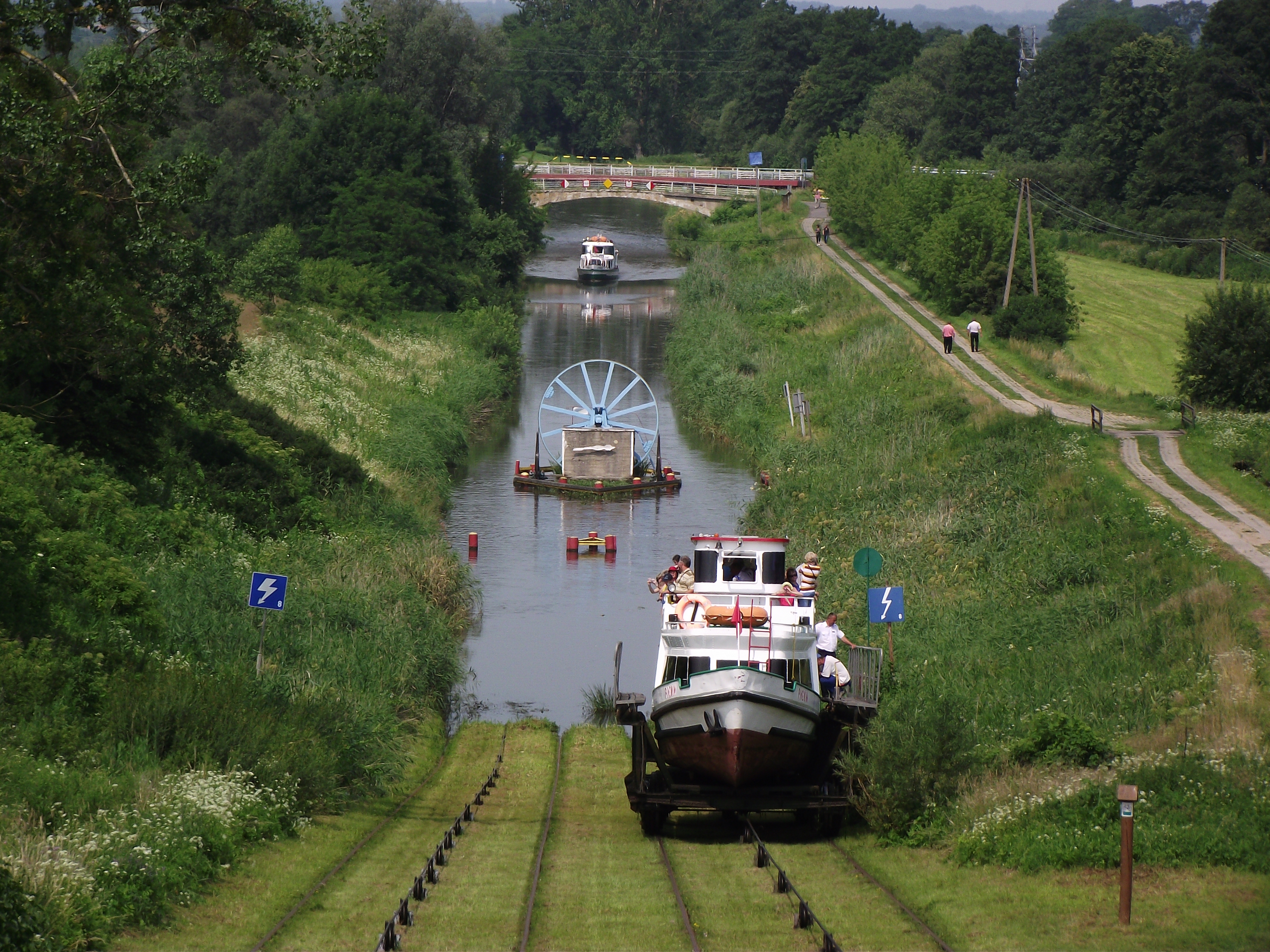
Schepen op het kanaal en een hellend vlak
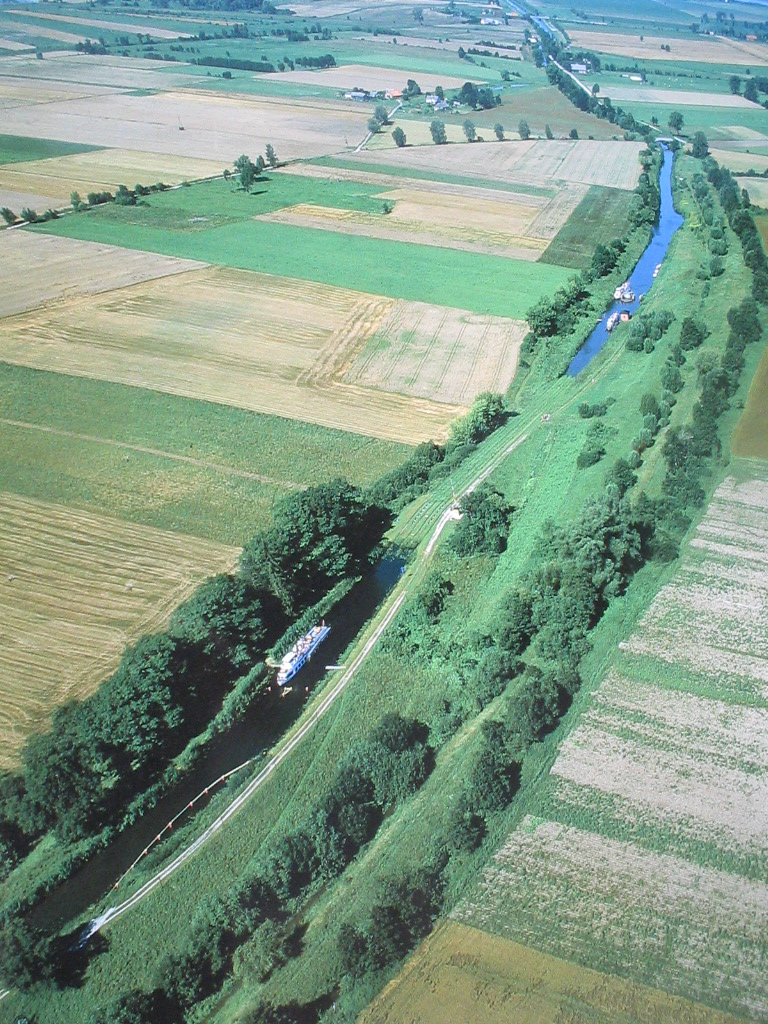
Zicht op overbrugging hoogteverschil
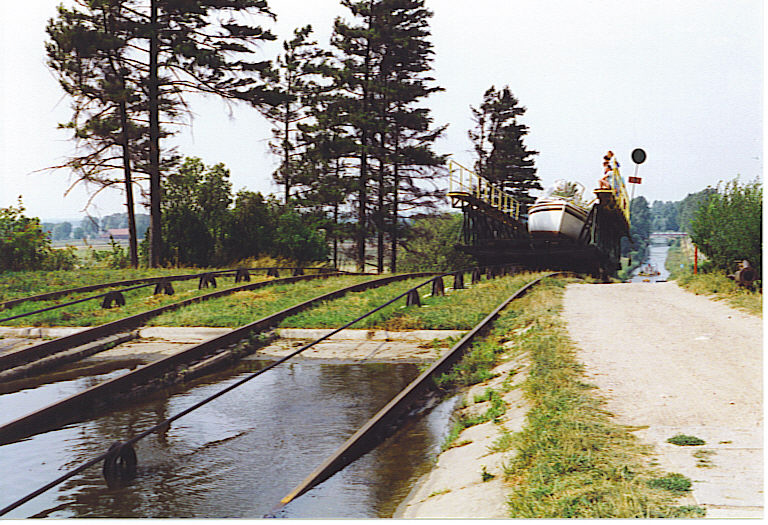
Hellend Vlak nr.1 komende van Elbląg
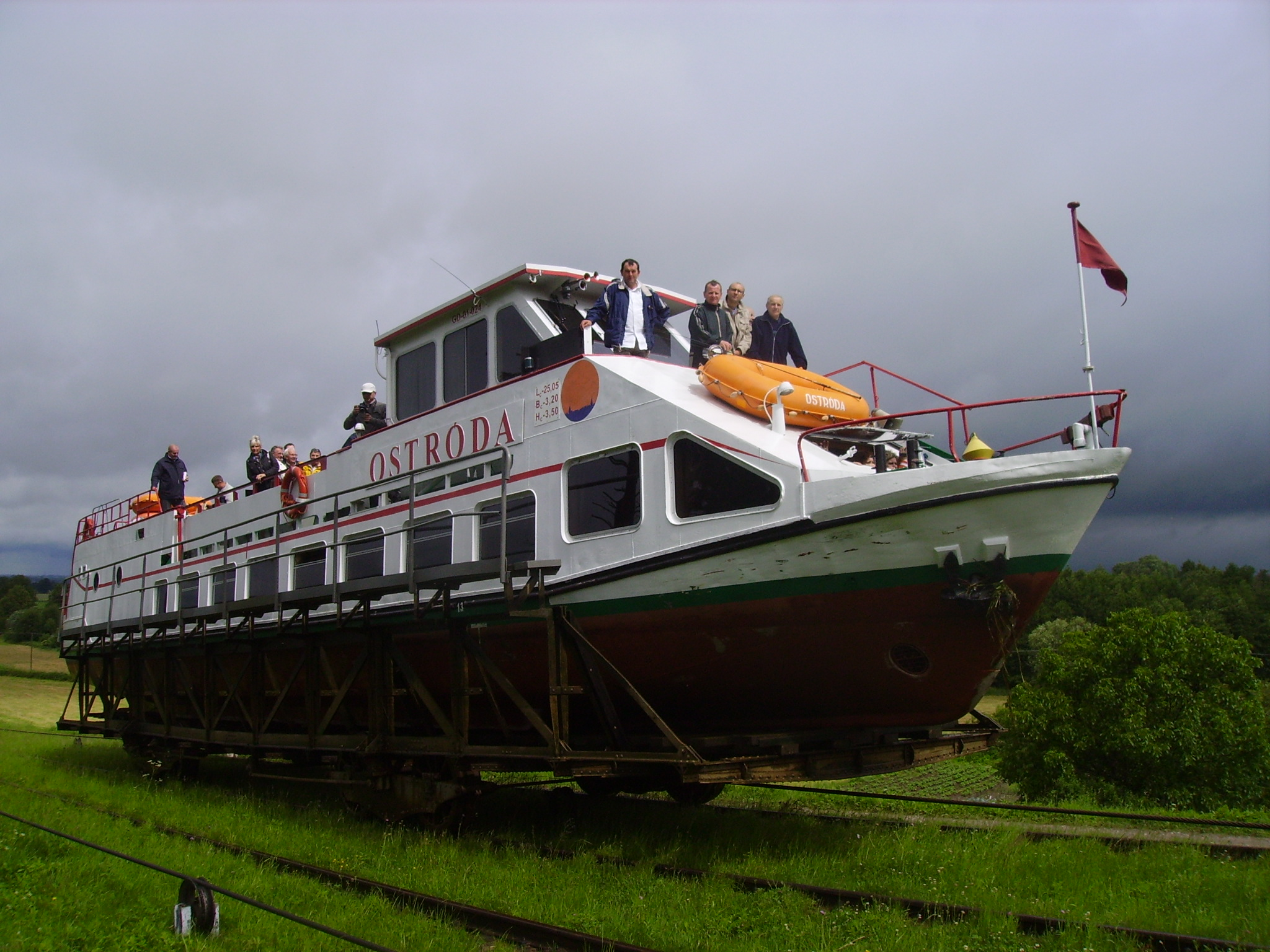
Schip op een hellend vlak
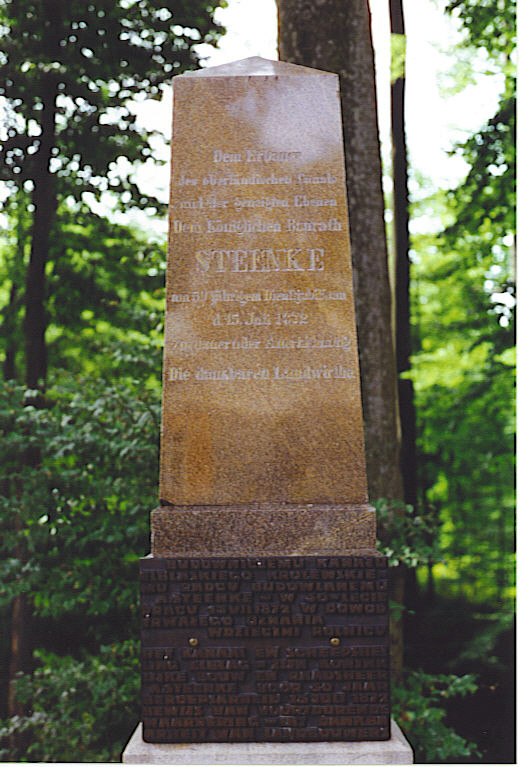
Gedenksteen voor ingenieur Steenke